# Sivas Belediyespor
Sivas Belediyespor is een Turkse voetbalclub, opgericht in 1995 te Sivas. De club, die in Centraal-Anatolië ligt, heette tot juni 2015 Sivas 4 Eylül Belediyespor.
Thuiswedstrijden worden in het Muhsin Yazıcıoğlu Stadion gespeeld, dat plaats biedt aan 3.200 toeschouwers. De club komt sinds 2015 uit in de TFF 2. Lig, het derde niveau van het Turkse voetbal.
Naast de voetbaltak kent de club ook de volgende branches: handbal, karate, rafting, taekwondo, wielrennen en wushu.

Sivas ligt in Centraal-Anatolië.

## Bekende (oud-)spelers
- Atilla Yıldırım
- Quinten Weidum